# Porto di Pra'
Il porto di Pra' si trova di fronte a Pra', quartiere di Genova. 

## Caratteristiche
Si tratta del più grande terminal container del porto di Genova ed uno dei più grandi d'Italia. Per la sua costruzione è stata utilizzata la spiaggia di Pra'.

### Il porto in cifre
| 1.800.000 | TEU/Anno potenzialità massima movimentazione |
| 1.100.000 | metri quadrati piazzali                      |
| 1430      | metri lineari banchina                       |
| 15        | metri profondità accosti                     |
| 10        | gru portainer                                |
| 5         | accosti navi                                 |

## Storia

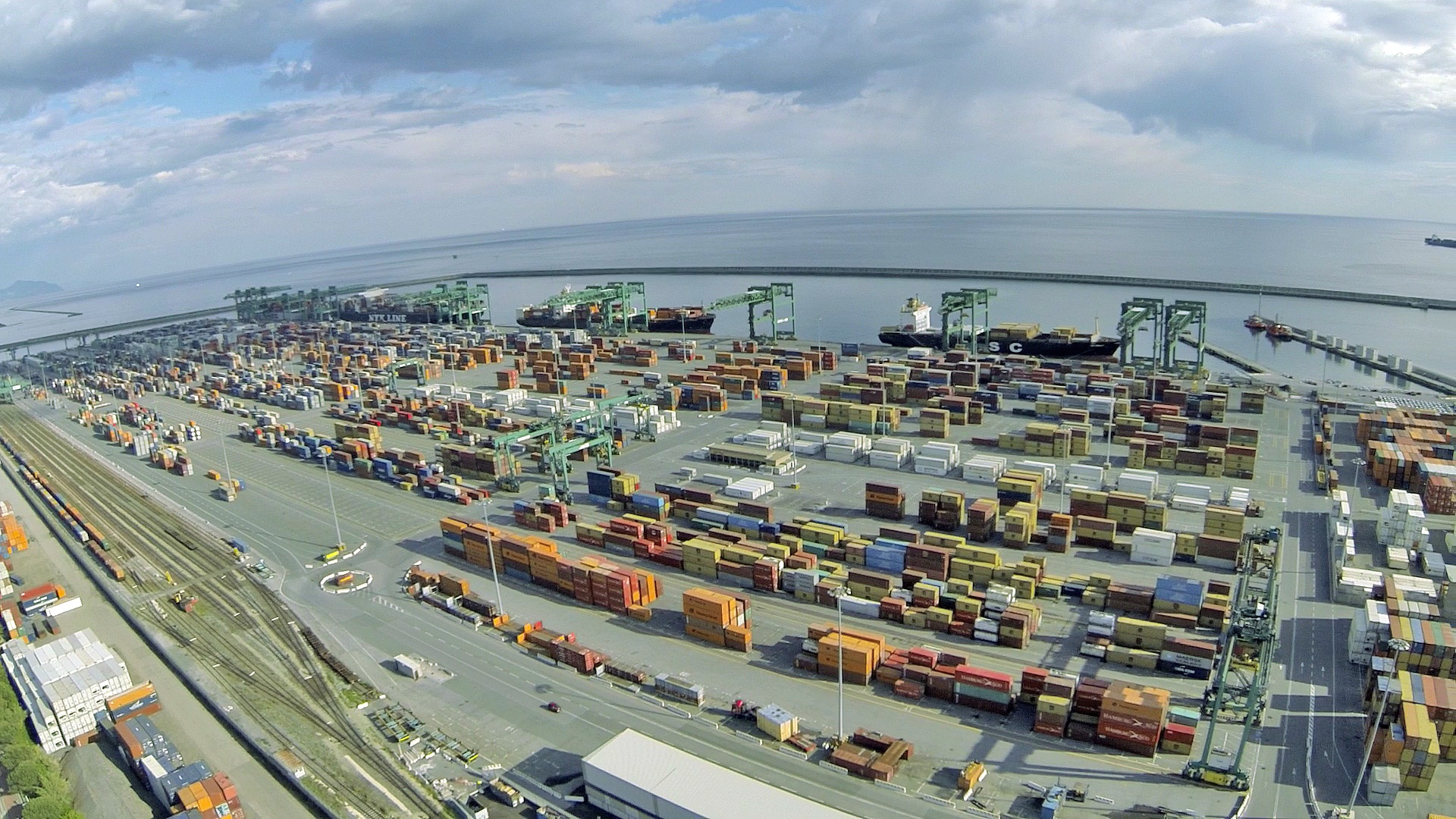
Il terminal container di Pra'

Nel 1968 Autorità Portuale e Comune di Genova decidono di costruire un nuovo porto container sul litorale di Pra', ed i lavori iniziano nel 1974.

### Società operanti al Porto di Pra'
- Port of Singapore Authority
- PRA' DISTRIPARK EUROPA
- Gruppo Spinelli
- Borgo Nuovo Container